# Benedikt Knittel

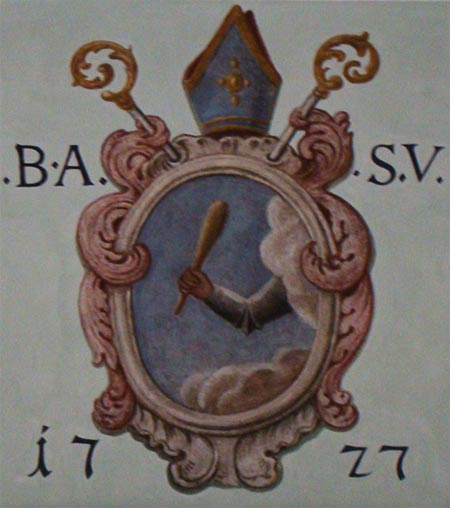
Wappen des Abts Benedikt Knittel von 1727 in der Kirche St. Kilian in Bieringen

Benedikt Knittel (* 16. Dezember 1650 in Lauda; † 21. August 1732 im Zisterzienserkloster Schöntal an der Jagst) war ab 1683 Abt im Kloster Schöntal. Dort trat er durch eine rege Bautätigkeit in Erscheinung, wobei viele der Klostergebäude von Knittel gedichtete Verse mit Chronogrammen enthalten. Knittel ist jedoch nicht Erfinder oder Namensgeber der Knittelverse.

## Leben
Knittel kam als Kind des Laudaer Ratsherrn Johannes Knittel und dessen Ehefrau Ursula, geborene Rauch, zur Welt und wurde auf den Namen Johannes getauft. Den Vornamen Benedikt erhielt er nach der Aufnahme in das Kloster Schöntal nach Ablegung der Ordensgelübde am 11. Oktober 1671. Die Annahme eines neuen Vornamens bei der Aufnahme in ein Kloster war seit 1636 als Zeichen der geistlichen Wiedergeburt eines Mönchs üblich. Nach vermutlich in Würzburg erfolgtem Studium der Theologie wurde er am 9. März 1675 zum katholischen Priester geweiht. In den darauf folgenden Jahren bekleidete er verschiedene Ämter im Kloster, so wurde er 1676 Cantor und damit für die Kirchenmusik zuständig, 1677 als Subprior Gehilfe des Priors, welcher als Stellvertreter des Abts die Aufsicht über den Mönchskonvent führt, 1678 geistlicher Klosteramtmann, 1681 als Pistrinarius Verwalter der Feldfrüchte und Aufseher der Klostermühle. Im selben Jahr 1681 wurde er Prior und 1682 als Magister novitiorum mit der geistlichen Aufsicht über die Novizen beauftragt.
Am 6. Juli 1683 wurde Knittel nur einen Tag nach dem Tod seines Vorgängers Franziskus Kraft zum Abt von Schöntal gewählt. Die Wahl scheint nicht vollends aus freien Stücken erfolgt zu sein, da bereits beim Nahen von Krafts Tod Vorkehrungen für den Ausgang der Wahl getroffen wurden. So wurde der Kaisheimer Abt Elias als Visitator des Klosters bereits am 23. Juni nach Heilbronn bestellt, um beim Tode Krafts schnell zur Stelle zu sein, während der Mainzer Amtmann aus Krautheim nicht verständigt wurde. Knittels Wahl wurde am 29. September 1683 von Johann von Citeaux bestätigt. Am 7. November wurde Knittel schließlich vom Kaisheimer Abt Elias zum Abt geweiht.
Schon vor seiner Abtsweihe nahm Knittel erste Amtshandlungen vor und besetzte bereits im Juli 1683 Pfarrstellen und Klosterämter in Westernhausen, Mergentheim und Gommersdorf neu.
Da Knittel besonders an der Klostergeschichte interessiert war, ließ er 1697 an die Alte Abtei einen Turm anbauen und darin das neu geordnete Klosterarchiv unterbringen. In der Folge begannen umfangreiche, ein halbes Jahrhundert dauernde Bauarbeiten an den Gebäuden, die freilich mehrmals von den kriegerischen Auseinandersetzungen jener Jahre unterbrochen wurden. So entstand von 1701 bis 1707 unter Baumeister Leonhard Dientzenhofer ein neues Konventsgebäude. Dienzenhofer lieferte dem außerordentlich baufreudigen Abt Knittel auch die Grundplanung für das von 1708 bis 1717 unter den Baumeistern Jacob Ströhlein, Bernhard Schießer und dem planerisch eingreifend tätigen Würzburger Hofbaumeister Joseph Greissing errichtete neue Langhaus der Klosterkirche samt der die Klosteranlage bis heute dominierenden, prächtigen Doppelturmfassade – womit Knittel sich bewusst gegen das zisterziensische Turmverbot entschied. Von 1716 bis 1720 entstand parallel dazu die Heiliggrabkapelle auf dem Schöntaler Kreuzberg sowie von 1717 bis 1726 Chor und Querhaus der Klosterkirche. Der Neubau der Abtei, den Knittel auch bereits geplant hatte und der die Erneuerung des gesamten Klosterensembles abschloss, erfolgte erst unter seinem Nachfolger Angelus Münch (im Amt 1732 bis 1761).
Sein goldenes Professjubiläum konnte Knittel krankheitsbedingt erst mit etwa zwei Wochen Verspätung am 28. Oktober 1721 feiern. Sein Gesundheitszustand muss zu jener Zeit bedenklich gewesen sein, da er 1722 vorsorglich auch schon sein Epitaph bei dem Öhringer Bildhauer Christian Flade in Auftrag gab.
Aus Anlass seiner 49-jährigen Regentschaft stiftete er die Jubiläumssäule in Schöntal. Sein 50-jähriges Jubiläum als Abt erlebte er nicht mehr. Er starb am 21. August 1732 an Erschöpfung. Er wurde im nördlichen Seitenschiff "seiner" Klosterkirche Schöntal begraben.

## Wappen
Zu seinem Wappen wählte Knittel die Darstellung einer von einem aus einer Wolke erscheinenden gepanzerten Arm gehaltenen Herakleskeule. Dass es sich tatsächlich um die Keule von Herakles handelt, bezeugt Knittel selbst in seiner Druckschrift Primavera Schoenthalia Latine Vallis Amoena. Das Wappen ist ein Redendes Wappen, da eine solche Keule auch als Knüppel bzw. Knüttel bezeichnet wurde. Mit dem Bezug auf Herakles folgt Knittel außerdem dem in der Barockzeit beliebten Rekurs auf mythologische Heldengestalten.

## Leistungen

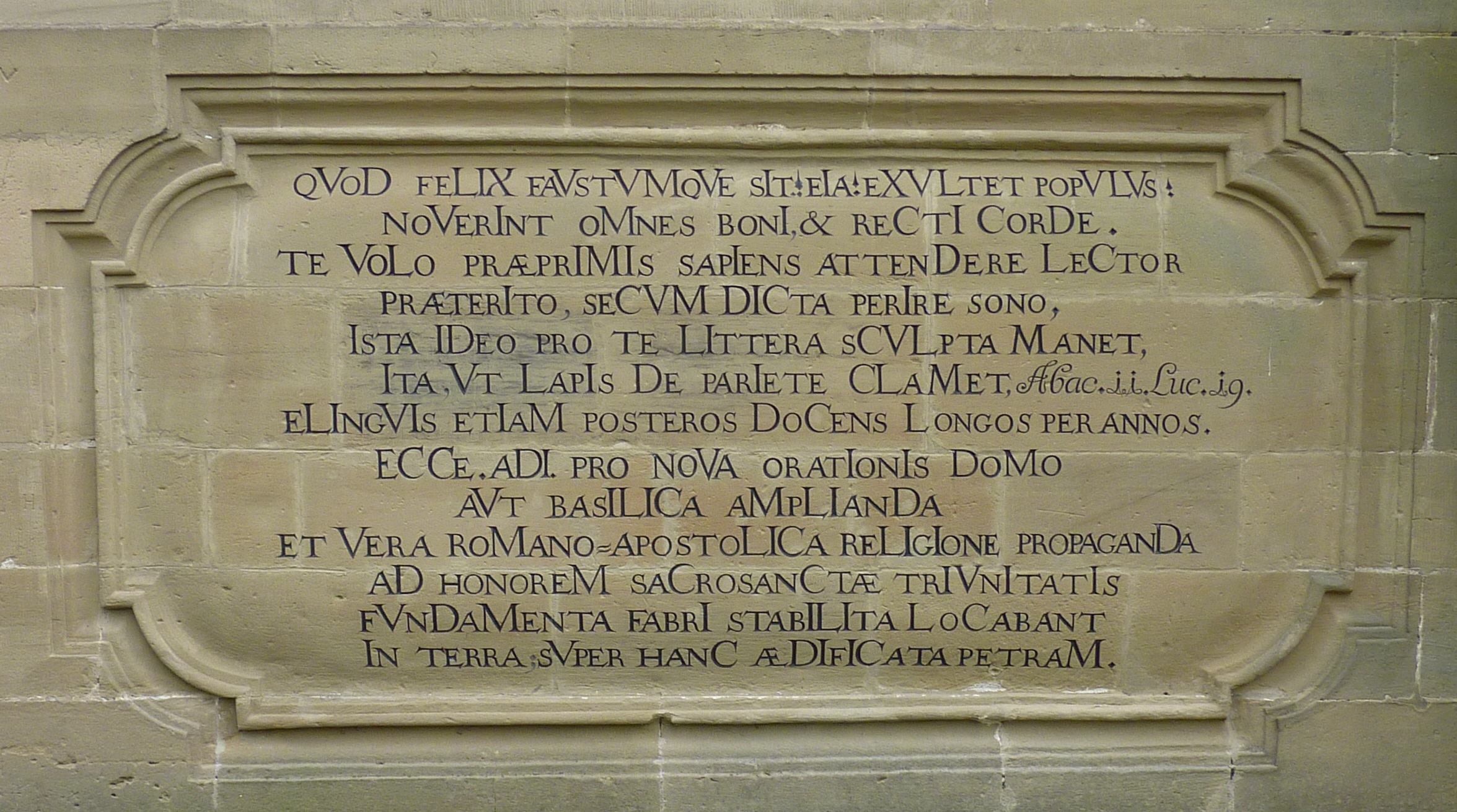
Chronogramm (1708) an der Klosterkirche von Kloster Schöntal

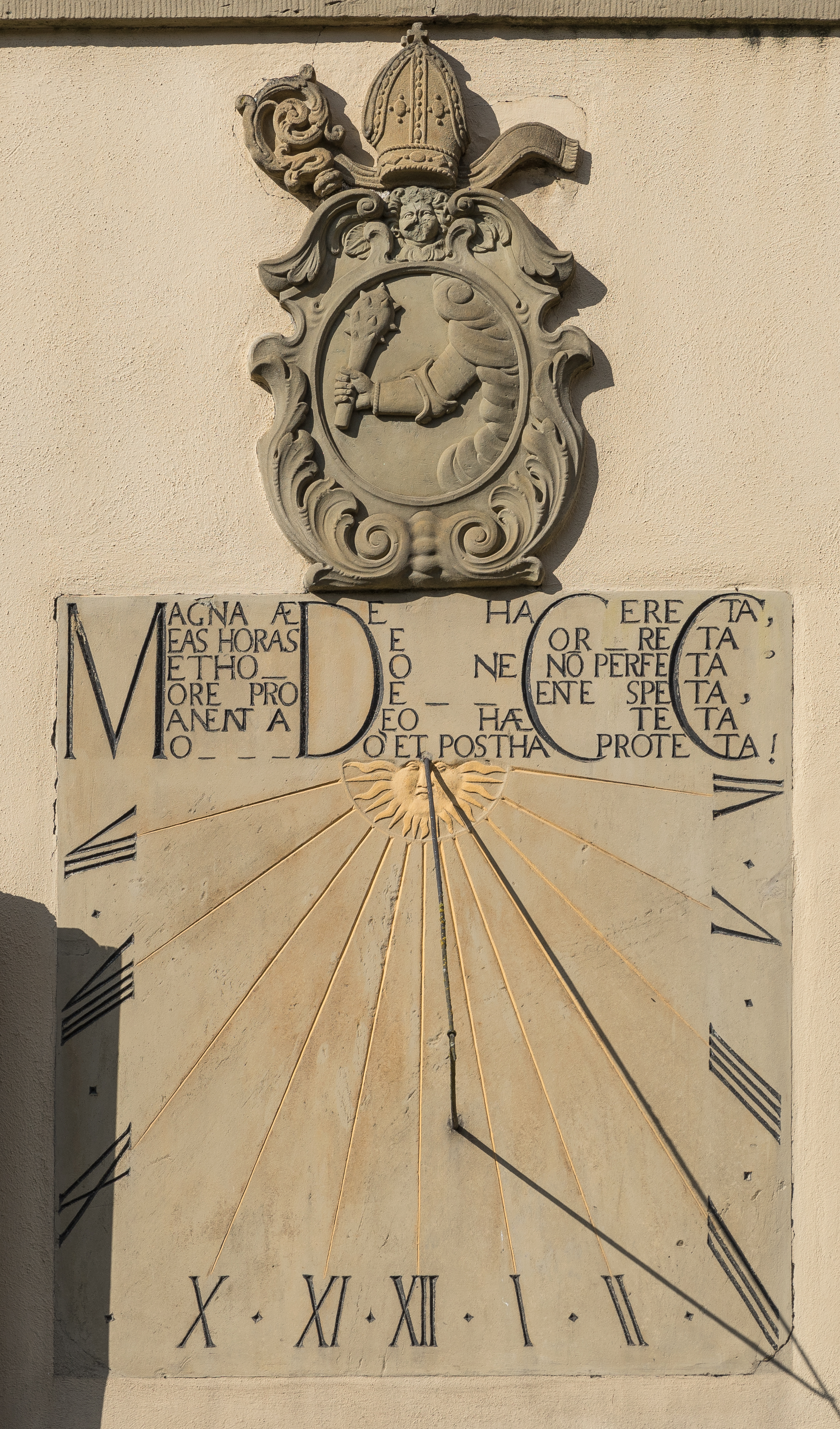
Sonnenuhr mit Wappen Knittels und Chronogramm (MDCC = 1700) an der heutigen Klosterapotheke

Benedikt Knittel war ein geradezu idealtypischer Vertreter jener baulustigen Barockprälaten, die ihre Klöster im umfassenden Sinne einer ecclesia triumphans sowohl äußerlich als auch in der Organisationsstruktur sowie in der geistlichen Orientierung neu errichteten. In seiner fast 50-jährigen Regentschaft hat er dem Kloster schon rein äußerlich seinen unverkennbaren Stempel aufgedrückt. Dazu kam – auch dies ist zeittypisch – ein besonderes Interesse an Geschichte und Literatur. Sein Alleinstellungsmerkmal bildet vor allem sein Faible für eine recht praktisch angewandte Dichtkunst im Dienste geistlicher Erbauung, gemischt mit dem Anspruch, die Bedeutung seines Klosters und nicht zuletzt auch seine eigenen Leistungen der Nachwelt angemessen darzustellen.
Abt Knittel war Verfasser mehrerer literarischer Werke, die jedoch größtenteils nur handschriftlich für den innerklösterlichen Gebrauch angefertigt wurden. Diese Schriften haben insbesondere die Geschichte des Klosters Schöntal zum Inhalt. Zwei der Schriften, Primavera Schoenthalia und Antiquo-Moderna, sind 1714 in Schwäbisch Hall auch gedruckt erschienen. Sein Manuskript Poematas Sacro-Profana ist eine Zusammenstellung von Versen und Gedichten für das Kirchenjahr.
Die bedeutendste und gegenwärtigste Hinterlassenschaft Knittels sind jedoch zahlreiche, meist lateinische Verse und Gedichte, die er als Bauinschriften für das Kloster und die außerhalb liegenden Schöntaler Besitztümer verfasst hat. Solche Inschriften sind Gegenstand seines Buches Antiquo-Moderna und haben sich bis in die Gegenwart an vielen Gebäuden erhalten. Viele seiner metrischen Verse enthalten ein Chronostichon. Andere seiner Bauinschriften sind zumindest als Chronogramm gebildet.
Beispiel für ein Chronostichon am Neubau des Archivturms von Schöntal:
IVs VetVs Vt VIgeat, serVo: DoCVMenta LoqVantVr.

His Domini signis: + pellatur noxius ignis.

ne rodant mures: ne tollant arceo fures.
Dass es gelte, bewahr ich das Recht: reden sollen die Akten!

Zeichen des Herrn, so teuer, vertreibe das schädliche Feuer.

Gib uns Schutz, dass nicht nage die Maus, und kein Dieb uns wegtrage.
Die großen lateinischen Buchstaben ergeben als Zahlen gelesen das Jahr der Errichtung des Archivturms, 1697.

## Werke
- Annales immediatae et exemptae abbatiae ....., Schöntal 1677 (Geschichte des Klosters Schöntal in annalistischer Form)
- Continuatio Annalium Schnönthalensium, et rerum Notabiliorum sub Regimine F. Benedicti Abbatis XLVI (Fortsetzung der Geschichte)
- Primaeva Schoenthalia, Latine Vallis Amoena, Hall 1714 (Dichterische Darstellung der Gründung Kloster Schöntals)
- Antiquo-Moderna Speciosae Vallis Abbatia s[acri] et exempti ord[inis] Cisterciensis, Hall 1714 (Zusammenstellung von für Schöntal gefertigten Inschriften und Gedichten)
- Ortus et Aetas exemptae Abbatiae de Speciosa Valle, das ist Jahr- und Tagbuch dessen, was sich von Anfang und Fortgang des ohnmittelbaren und freyen Stiffts und Closters Schönthal ... von 1175 her ... zugetragen ... bis ... 1723 continuiert
- Poemata Sacro-Profana Ethica Latino-Germanica, inter vigilias nocurnas ... ab anno 1683 usque ad 1730 (Gedichte, lateinisch und deutsch)